# 熊应堂
熊应堂（1911年9月—1996年），出生于湖北省黄安县（今红安县），中国共产党军事将领、中国人民解放军开国少将。
1928年参加中国工农红军，1933年加入中国共产党。在红军中，职位由红一军一师三团一营三连战士至第四方面军四军十师二十九团团长，随部长征。抗日战争时期，担任新四军第一支队一团团长、军部特务团团长、第七师十九旅参谋长。
第二次国共内战期间，担任中国人民解放军第三野战军二十五军参谋长、副军长。历任第四军军长，上海警备区副司令员，二十军军长兼浙江省军区司令员、南京军区副司令员兼二十军军长兼浙江省军区司令员。1955年，授予中国人民解放军少将军衔。文化大革命时，任中共浙江省委书记，当时，浙江省委第一书记是南萍。1972年，中共中央发文件称：“杭州是林彪、陈励耘一伙进行反革命政变准备的重点地区之一”，“南萍、熊应堂两同志上了贼船、陷的很深”。熊应堂被实际免职。后来发配至四川搞国防建设。
有子熊紫平、熊北平，1974年至1978年强奸、轮奸百余人。1979年，熊紫平被判死刑，熊北平被判死缓，后在狱中自杀（二熊案）。
2011年10月15日，纪念熊应堂将军诞辰一百周年座谈会在上海市生物大厦举行。200余人参加了活动。